# Třída Prabparapak
Třída Prabparapak byla třída raketových člunů Thajského královského námořnictva. Tři jednotky této třídy byly postaveny v Singapuru jako modifikace tamní třídy Sea Wolf, která je sama představitelem typu TNC 45 německé loděnice Lürssen.

## Stavba
Stavba trojice útočných člunů této třídy byla objednána v Singapuru u tamní loděnice Singapore Marine Technologies. Do služby byly zařazeny v letech 1976–1977.
Jednotky třídy Prabparapak:
| Jméno                   | Spuštěna          | Vstup do služby   | Status                 |
| ----------------------- | ----------------- | ----------------- | ---------------------- |
| Prabparapak (FAC 311)   | 29. července 1975 | 28. července 1976 | vyřazena 1. října 2017 |
| Hanhak Sattru (FAC 312) | 28. října 1975    | 6. listopadu 1976 | vyřazena 1. října 2018 |
| Supharin (FAC 313)      | 20. února 1976    | 5. února 1977     | vyřazena 1. října 2018 |

## Konstrukce
Hlavňovou výzbroj tvoří jeden dvouúčelový 57mm Lodní kanónBofors L/70 Mk1 v dělové věži na přídi, jeden protiletadlový 40mm kanón Bofors a dva 12,7mm kulomety. Jako hlavní údernou výzbroj dříve čluny nesly pět protilodních střel Gabriel. Pohonný systém tvoří čtyři diesely MTU 16V 538 TB90, každý o výkonu 3 500 hp, pohánějící čtyři lodní šrouby. Nejvyšší rychlost dosahuje 41 uzlů. Dosah je 1 500 námořních mil při rychlosti 16 uzlů a autonomie 3 dnů.